# (333639) Yaima
(333639) Yaima est un astéroïde de la ceinture principale.

## Description
(333639) Yaima est un astéroïde de la ceinture principale. Il fut découvert le 21 août 2008 à Ishigakijima par l'observatoire d'Ishigakijima. Il présente une orbite caractérisée par un demi-grand axe de 2,54 UA, une excentricité de 0,06 et une inclinaison de 15,6° par rapport à l'écliptique.

## Compléments